# EC 1.17.1
La EC 1.17.1 è una sotto-sottoclasse della classificazione EC relativa agli enzimi. Si tratta di una sottoclasse delle ossidoreduttasi che include enzimi che agiscono su gruppi CH o CH2 con NAD+ o NADP+ come accettori di elettroni.

## Enzimi appartenenti alla sotto-sottoclasse
| numero EC   | nome accettato                                  |
| ----------- | ----------------------------------------------- |
| EC 1.17.1.1 | CDP-4-deidro-6-deossiglucosio reduttasi         |
| EC 1.17.1.2 | 4-idrossi-3-metilbut-2-enil difosfato reduttasi |
| EC 1.17.1.3 | leucoantocianidina reduttasi                    |
| EC 1.17.1.4 | xantina deidrogenasi                            |
| EC 1.17.1.5 | nicotinato deidrogenasi                         |